# Metil metakrilat
Metilmetakrilat (kratica MMA) je organska spojina s formulo CH2=C(CH3)COOCH3 in je metilni ester - metakrilne kisline. To brezbarvno tekočino se v veliki meri proizvaja za polimerizacijo, saj je osnovni monomer za sintezo polimetilmetakrilata (PMMA). Ker spojina sama lahko inicira polimerizacijo, zlasti če se segreje ali kontaminira z močnim lugom ali kislino, so ji dodani razni inhibitorji kot na primer hidrokinon, hidrokinon metil ester in dimetil t-butilfenol. Polimerizacija je eksotermna reakcija in če se sproži v zaprti posodi lahko pride do hude eksplozije.

## Proizvodnja
Poznanih je več metod pridobivanja metilmetakrilata. Eden prvih in osnovnih je preko aceton cianohidrina (ACH). Osnovni surovini sta aceton in hidrogen cianid. Vmesni cianohidrin se z žveplovo kislino pretvori do sulfat estra metakrilamida. Z metanolizo nato produkt razpade na amonijev bisulfat in MMA. Čeprav je ta metoda množično uporabljena, je njena slaba točka v ogromni količini stranskega produkta in sicer amonijevega bisulfata. 
Mnogi proizvajalci so zato prevzeli drugo metodo, kjer je osnovna surovina izobutilen ali terc-butanol, ki se zaporedno oksidira najprej do metakroleina in nato v metakrilno kislino, katero se nato zaestri z metanolom. MMA pa lahko sintetiziramo tudi iz metilpropionata in formaldehida.

## Uporaba
Skoraj vsa proizvodnja MMA je namenjena za polimerizacijo v homopolimere in kopolimere iz katerih se nato pridobiva polimetil metakrilat (PMMA) in njegovi modificirani polimeri. Te polimere se lahko nato vliva ali ekstrudira v poljubne oblike. PMMA je dobro odporen na vremenske razmere, hkrati pa se ga da z raznimi pigmentnimi dodatki obarvati, zato se ga veliko uporablja v površinskih premazih in raznih emajlih. Posledično je veliko zastopan v gradbeništvu , beli tehniki in avtomobilski industriji...
Prisoten je tudi v medicini. Njegove polimere se uporablja za protetične komponente, še posebno pri obnovi kolkov in kolen. Kot monomer pa ga je možno uporabiti kot zdravilo za znižanje krvnega pritiska. V zobozdravstvu se uporablja za akrilatne zobne prevleke, zobne proteze in začasne mostičke.

## Identifikacija snovi ali pripravka
Identifikacija snovi:-etil 2-metilprop-2-enoat - monomer

Uporaba: v organski, avtomobilski, pohištveni, kovinoplastični predelovalni industriji, v gradbeništvu....

## Sestava s podatki o nevarnih sestavinah
Splošno ime: metilmetakrilat

Kemično ime in formula:: etil 2-metilprop-2-enoat, C5H8O2

CAS št.: 80-62-6

EC št.:607-035-00-6

Nevarni simboli:  F (vnetljivo),   Xi (dražilno)

## Ugotovitve o nevarnih lastnostih
Fizikalno kemijske nevarnosti: Lahko vnetljiv, zato ga shranjujte stran od vira vžiga, direktnih sončnih žarkov in statičnega naelektrenja, v dobro zaprti posodi. Med uporabo ne kadite.

Zdravju škodljive nevarnosti: Dražlen, lahko povzroča preobčutljivost ob kontaktu s kožo. Pri delu uporabljajte zaščitne rokavice. Izogibajte se vdihavanju hlapov in po uporabi posodo tesno zaprite.
Vdihavanje: Draži respiratorni sistem. Izpostavljenost lahko povzroči težko dihanje, kašljanje, slabost in vneto grlo. Dolgotrajna in ponavljajoča izpostavljenost velikim koncentracijam hlapov lahko povzroči poškodbe pljuč.

Uživanje: Draženje ust, grla in požiralnika. Izpostavljenost lahko povzroči vnetje grla, slabost, bruhanje in mehurje. Dolgotrajna in ponavljajoča izpostavljenost lahko povzroči nezavest in celo komo.

Kontakt s kožo: Izpostavljenost lahko povzroča rdečico, oteklino in bolečine. Dolgotrajen in ponavljajoči kontakt lahko povzroči opekline. Pri zelo občutljivih ljudeh povzroča izpostavljenost malim količinam alergično reakcijo.

Kontakt z očmi: Izpostavljenost lahko povzroča motnje vida, solzenje, rdečico in bolečino.

## Ukrepi za prvo pomoč
Vdihavanje: Ponesrečenca se takoj prenese na svež zrak. Mirovanje v pol stoječem položaju. Če je dihanje oteženo: dihanje usta na usta. Če ne diha: umetno dihanje. Takoj poklicati zdravniško pomoč.

Uživanje: Ne dajati v usta ničesar nezavestni osebi. Ne povzročati bruhanja. Izprati usta z vodo. Ponesrečenec naj popije cca. 1dcl vode in počiva. Takoj poklicati zdravniško pomoč.

Kontakt s kožo: Izpirati z veliko količino vode najmanj 15 min. Odstraniti kontaminirano obleko in potem spirati z vodo. Takoj poklicati zdravniško pomoč.

Kontakt z očmi: Takoj spirati odprte veke z veliko količino vode najmanj 15 min. Po začetnem spiranju odstraniti kontaktne leče in nadaljevati s spiranjem. Takoj zdravniška pomoč.

## Ukrepi ob požaru
Primerno sredstvo za gašenje: Če je proizvod udeležen v požaru: pena, ogljikov dioksid ( CO2), prah, AFF, velike požare gasiti s halonskimi gasilnimi pripravami.

Ne gasiti z vodnim curkom.

Posebne nevarnosti: Gasiti na zaščitenih področjih. Vodo za gašenje zajeziti za kasnejše odstranjevanje. Ohladiti izpostavljene kontejnerje z vodnim sprejem.

Nevarnost ognja / eksplozije: Hlapi so težji od zraka in potujejo po zemlji in zato je možnost oddaljenega vžiga.

Nevarnosti produktov gorenja: Gorenje lahko povzroči nastanek ogljikovega dioksida in ogljikovega monoksida.

Posebna varovalna oprema: Gorenje povzroča nastanek: toksičnih in/ali korozijskih hlapov/plinov. Uporaba dihalnih aparatov (samo- oskrbovalni dihalni aparati s popolno zaščito obraza). Zaščitna obleka.

## Ukrepi ob nezgodnih izpustih
Varovalni ukrepi za osebje: V primeru razlitja: izpraznitev prostora. Obvestiti center za obveščanje (112) ali policijo (113). Obleči primerno zaščitno obleko, rokavice in zaščito za oči in obraz. 

Okoljevarstveni ukrepi: Preprečiti razširitev. Ne dovoliti razširitve v odpadne vode. V primeru večjega razlitja: obvestiti center za obveščanje, policijo ali najbližjo gasilsko enoto.

Postopki za čiščenje / pobiranje: Nevarnost vžiga / eksplozije: držati stran od vira vžiga. Zamašitev luknje, kjer uhaja tekočina, brez tveganja. Preprečitev razširjanja. Čistiti pod nadzorom strokovnjaka. Zbirati razlit material v tesno zaprtih posodah. Absorbirati ostanke s peskom ali drugim inertnim materialom ter zbirati v tesno zaprtih posodah.

## Ravnanje z nevarno snovjo/pripravkom in skladiščenje
Opozorila za varno rokovanje: Izogibati se materialom in pogojem, ki lahko zmanjšajo reaktivnost in obstojnost snovi. Izogibati se izpostavljenosti. Uporabljati ustrezno zaščito. Varno ukrepati proti statičnemu naboju. Odstraniti od odprtega ognja, iskre ali vira vžiga. Eksplozijsko zavarovati električne priključke..

Skladiščenje: Hraniti na lokaciji, varni pred požarom. Med shranjevanjem paziti na material in pogoje, ki se jim je treba izogniti (točka 10). Shranjevati v namenskem skladišču. Zahtevana je ventilacija na tleh. Kontejnerje tesno zaprite.
Posebne zahteve za pakiranje:

Po klasifikaciji ADR spada metilmetakrilat v:

- Razred 3: vnetljive tekočine

- UN št. 1247 

Shranjevati v požarno varni posodi v hladnem, temnem in dobro prezračevanem prostoru. Ločeno od močnih oksidantov, močnih baz ali močnih kislin.

## Nadzor nad izpostavljenostjo/varnost in zdravje pri delu
Kontrolni parameter: V primeru uporabe nad točko plamenišča: uporaba zaprtega sistema; ne uporabljati stisnjenega zraka za polnjenje, razelektritev ali pri ravnanju s produktom. Zaželena ventilacija. Eksplozijsko zavarovana električna napeljava in osvetlitev. Ozemljitev proti statični elektriki. Uporaba orodja, ki ne iskri. Ne segrevati.

Higienski parametri: Med uporabo prepovedano jesti, piti, kaditi. Sledi praksi dobre higienski praksi.

Maksimalne dopustne koncentracije v delovnem okolju: Metil-metakrilat: MDK 100 mg/m3 (25ppm)

Osebna zaščita:

Zaščita dihal: Z ustrezno ventilacijo, ekstrakcijo ali pri zaprtih sistemih dihalne aparature niso potrebne. V primeru večje izpostavitve: plinski/parni filter.

Zaščita kože in telesa: Nositi primerna zaščitna oblačila.

Zaščita rok: Nositi primerne rokavice (neoprenske ali iz butil gume).

Zaščita oči: Pri zadostni ekstrakciji ali zaprtem sistemu: zaščitna očala. V primeru izpostavljenosti: kombinirana zaščita oči in dihal.

## Fizikalne in kemijske lastnosti
Agregatno stanje: tekočina

Barva: brezbarvna

Vonj: estrni

Vrelišče: 100,3 °C

Tališče: -48 °C

Parni tlak: 47 mbar (20 °C)

Specifična teža: 0,94 (H2O=1)

Topnost v vodi: 15,9 g/L pri 20 °C 

pH: ni uporabno

Plamenišče: 10 °C

Vnetljivost: 430 °C

Meja eksplozivnosti: od 2,1 vol. % do 12,5 vol. %

Viskoznost: 0,6 mPa*s

## Obstojnost in reaktivnost
Stabilnost in reaktivnost: Stabilen pod normalnimi pogoji. Pri neprimerni uporabi: nevarnost vžiga, polimerizacija (stabilen s hidrokinonom)

Pogoji, ki se jim je potrebno izogniti: Odstraniti od: odprtega ognja in vira vžiga. Ne segrevati. Zaščititi od sonca in toplote.

Nezdružljive snovi: Odstraniti od: oksidirajočih substanc

Nevarni produkti razkroja:

## Toksikološki podatki
Hlapi metil metakrilat lahko draži respiratorne organe, oči in kožo. V primeru izpostavljenosti se lahko pojavi dermatitist, omotica, slabost in bruhanje. Ob dolgotrajni izpostavljenosti se lahko pojavijo astmatična obolenja.

Akutna toksičnost - Oralno: LD50 (podgana): 7872 mg/kg

Akutna toksičnost - Inhalatorno: LC50 (podgana): 3750 ppm

Akutna toksičnost - Inhalatorno: LD50 (podgana, 4 ure): 78000 mg/m3

Akutna toksičnost - Intraperitonalno: LD50 (podgana): 1328 mg/kg 

Akutna toksičnost - Intraperitonalno: LD50 2000 mg/kg

Akutna toksičnost - Oralno: LD50 (miš): 5204 mg/kg

Akutna toksičnost - Dermalna: LD50 (zajec): >5000 mg/kg

Akutna toksičnost - Inhalatorno: LD50 (podgana, 4 ure): 78000 mg/m3

Akutna toksičnost - Inhalatorno: TCLo50 (človek): 125ppm

## Ekotoksikološki podatki
Ekotoksikologija:

Toksičnost za ribe po literaturi: LC50 (ribe,96 ur): 130 mg/l

Toksičnost za dafnije po literaturi: LC50 (Daphnia magna, 24 ur): 720 mg/l

## Odstranjevanje
Priporočila za izdelek: Odstraniti v skladu s Pravilnikom o ravnanju z odpadki -  pravilnik o ravnanju z odpadki Arhivirano 2009-09-16 na Wayback Machine.

Odstranjevanje odpadkov: Odpadke shranjujte ločeno. Zaradi nevarnosti onesnaženja jih odstranjujte z industrijskimi odpadki ali kot nevarne odpadke(Ur. l. RS 84/98, 45/00 in 13/03).

Priporočila za embalažo: Odpadke shranjujte ločeno. Zaradi nevarnosti onesnaženja jih odstranjujte z industrijskimi odpadki ali kot nevarne odpadke(Ur. l. RS 104/00, 12/02) – pravilnik o ravnanju z odpadno embalažo Arhivirano 2010-01-20 na Wayback Machine..

## Transportni podatki
Ceste/Železnice

UN-številka: 1247
Primerno ime pošiljke: metilmetakrilat, monomer, stabiliziran
ADR/RID razred: 3
ADR/RID razvrstitveni kod: F1
Embalažna skupina: II
Številka nevarnosti: 339
Nalepke nevarnosti: 3
Notranji vodni promet

Primerno ime pošiljke: metilmetakrilat, monomer, stabiliziran
ADNR- razred: 3
Morje

Primerno ime pošiljke: metilmetakrilat, monomer, stabiliziran
IMDR-razred: 3.2
IMDG-številka strani: 3259
Razred pakiranja: II
Vodič medicinske prve pomoči: 330
Seznam nevarnosti: 3-07
Zrak

Primerno ime pošiljke: metilmetakrilat, monomer, stabiliziran
UN/ID- številka: 1247
ITATA-DGR-razred: 3

## Zakonsko predpisani podatki
Razvrstitev:
Označevanje: F -vnetljivo, Xi - dražilno

R stavki:

- R11: Lahko vnetljivo.

- R36/37/38: Draži oči, dihala in kožo.

- R43: Stik s kožo lahko povzroči preobčutljivost.

S stavki: 

- S9: Posodo hraniti na dobro prezračevanem mestu.

- S16: Hraniti ločeno od virov vžiga-ne kaditi

- S24: Preprečiti stik s kožo.

- S29. Ne izprazniti v kanalizacijo.

- S33: Preprečiti statično naelektrenje.

- S37: Nositi primerne zaščitne rokavice.

- S46: Če pride do zaužitja takoj poiskati zdravniško pomoč in pokazati embalažo in etiketo.

Predpisi / Standardi:

- Zakon o kemikalijah Arhivirano 2010-04-13 na Wayback Machine.

- Pravilnik o razvrščanju, označevanju in pakiranju nevarnih snovi Arhivirano 2008-11-22 na Wayback Machine.

## Druge informacije
Varnostni listi proizvajalca posameznih surovin v produktu, Ur. l RS 36/99, 45/00, 104/00, 101/02, 9/03, 65/03.

Usposabljanje delavcev:Izpit iz varstva pri delu, Izpit za delo z nevarnimi snovmi.

Priporočena ali omejena uporaba izdelka: Ni omejitev